# Vanessa Petruo

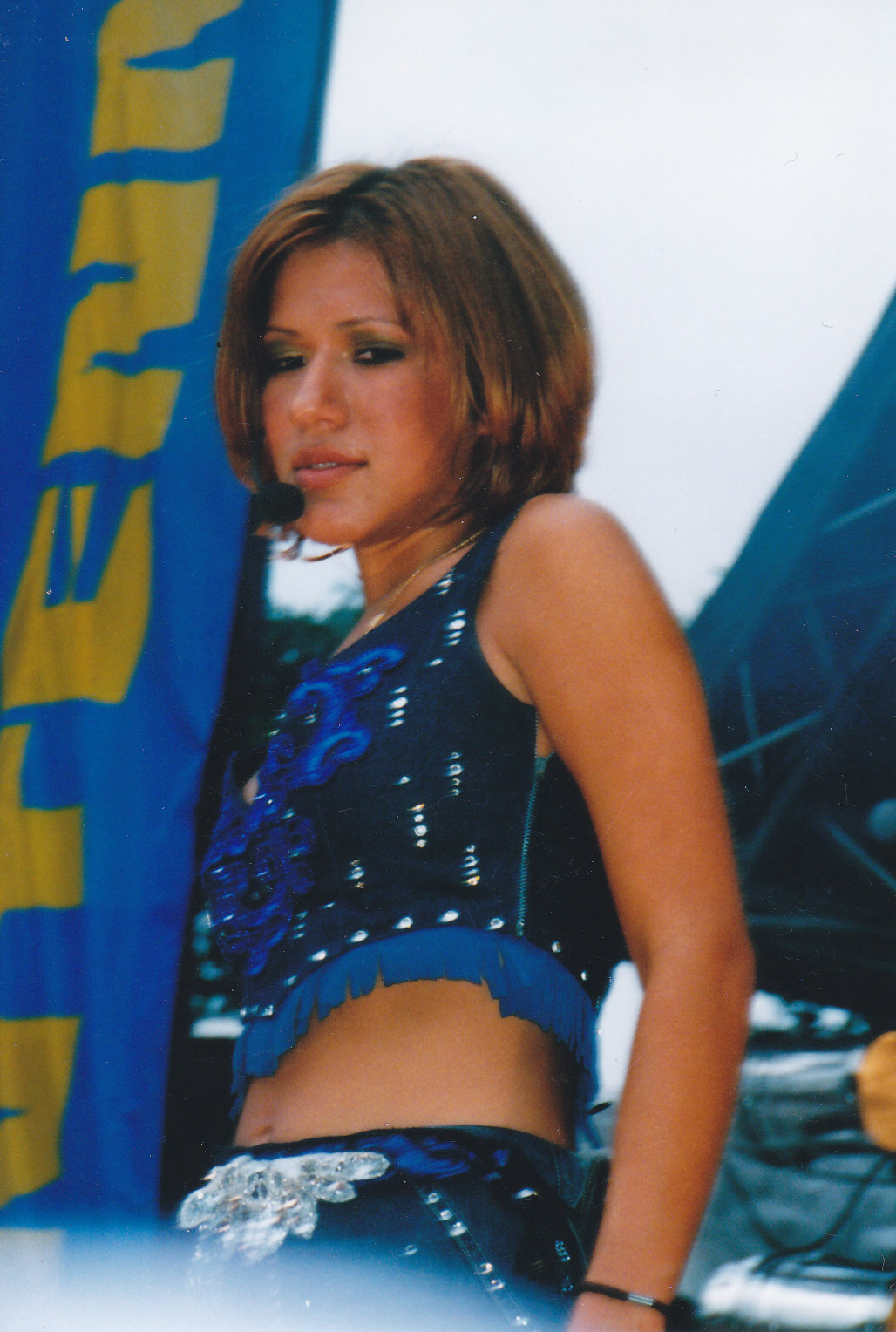
Petruo bei einem Auftritt mit den No Angels (2001)

Vanessa Anneliese Petruo-Zink (* 23. Oktober 1979 in West-Berlin) ist eine ehemalige deutsche Sängerin, Songschreiberin, Schauspielerin und Synchronsprecherin. Bekannt wurde sie in den Jahren 2000 bis 2003 als Mitglied der Popgruppe No Angels. Petruo tritt seit 2015 nicht mehr in der Öffentlichkeit auf und arbeitet nach abgeschlossenem Psychologiestudium als Wissenschaftlerin.

## Leben
Vanessa Petruo ist Tochter des Schauspielers und Synchronsprechers Thomas Petruo und seiner spanisch-peruanischen Frau Mercedes. Petruo ist die Enkelin des Rundfunk- und Synchronsprechers Heinz Petruo und hat einen Bruder und eine Schwester. Von 1988 bis 1992 besuchte sie die Katholische Schule Sankt Paulus in Berlin-Moabit, gefolgt vom Liebfrauen-Gymnasium in Berlin-Westend. Sie lernte während ihrer Promotion am Universitätsklinikum Dresden ihren späteren Ehemann, Nicolas Zink, kennen, mit dem sie seit 2020 in Los Angeles, Kalifornien lebt.

## Künstlerischer Werdegang

### No Angels
Für die Show Popstars rief der Fernsehsender RTL II im Jahr 2000 zum Casting für eine neue Girlgroup auf. Petruo fuhr zufällig an dem Berliner Hotel vorbei, in dem das Casting stattfand, meldete sich spontan an und sang im ersten Vorsingen Ain’t No Sunshine von Bill Withers. Sie absolvierte das Vorsingen und weitere Runden, nahm an einem Gesangs- und Tanzworkshop auf Mallorca teil und erhielt im Anschluss die Nachricht, dass sie gemeinsam mit Nadja Benaissa, Lucy Diakovska, Sandy Mölling und Jessica Wahls Mitglied der neuen Girlband No Angels sein würde.
Zunächst als Retortenband und Marionetten bezeichnet, entwickelten sich die No Angels zu einem ernstzunehmenden Pop-Act in Deutschland. Ausgangspunkt für den Wandel in der öffentlichen und medialen Wahrnehmung war der Song Something About Us, erste Single aus dem zweiten Studioalbum Now… Us!, der von Petruo gemeinsam mit Alexander Geringas und Thorsten Brötzmann geschrieben wurde und sich kritisch mit den Vorurteilen, denen die No Angels ausgesetzt waren, auseinandersetzte. Something About Us stand vier Wochen auf Platz eins der deutschen Singlecharts, wurde ebenfalls zum Nummer-eins-Hit in Österreich und wurde zusätzlich mit einem Echo ausgezeichnet. Nach Veröffentlichung von insgesamt zwölf Singles, drei Studioalben, einem Livealbum, zwei absolvierter Tourneen und der Auszeichnung mit knapp 20 Musikpreisen – darunter 1Live Krone, Bambi, Comet, Echo, Goldene Kamera und World Music Award – lösten sich die No Angels Ende des Jahres 2003 mit Erscheinen ihres Best-Of-Albums The Best of No Angels vorerst auf.
Beim Comeback der No Angels im Jahr 2007 entschied sich Petruo zu Gunsten ihrer Solokarriere gegen eine Mitwirkung. Gerüchte um Konflikte zwischen Petruo und den anderen vier Bandmitgliedern wurden zurückgewiesen. Im Jahr 2014 trennten sich die No Angels endgültig. Als die vier Bandmitglieder zum 20-jährigen Bandjubiläum Juni 2021 ein neues Album ankündigten, gab Petruo in einem Statement auf Instagram an, dass sie sich vor einigen Jahren entschieden habe, nicht mehr öffentlich aufzutreten, aber die No Angels in ihrem Herzen trage. Die vier Bandmitglieder drückten Petruo Respekt für ihre Entscheidung aus.
Mit insgesamt über fünf Millionen verkauften Tonträgern ist die Band bis heute die meistverkaufte deutsche Girlgroup aller Zeiten und die erfolgreichste Girlgroup Kontinentaleuropas. Petruo schrieb neben der Single Something About Us die Songs Sister und Ten Degrees für die No Angels. Auf der Four Seasons-Tour der No Angels stellte sie zusätzlich den selbstgeschriebenen Song Since I Found You vor.

### Solokarriere
Bereits vor ihrer Karriere mit den No Angels war Petruo musikalisch aktiv. So bildete sie beispielsweise gemeinsam mit Bernd Klanke das Duo STiLL. Zusätzlich arbeitete sie als Synchronsprecherin. Während der Zeit mit den No Angels sprach sie 2001 Manili in Der kleine Eisbär sowie die Bärendame Ava in Dr. Dolittle 2, im Jahr 2002 war sie die Stimme von Nani in Lilo & Stitch.
Nach der Trennung der No Angels veröffentlichte Petruo im April 2004 als Vany ihre erste selbstverfasste Solosingle Drama Queen über die Plattenfirma Cheyenne Records. Die Single erreichte Platz elf der deutschen, Platz 35 der österreichischen und Platz 88 der Schweizer Charts. Im selben Jahr war sie die Synchronstimme von Alanta, eine der Hauptfiguren in Back to Gaya. Zudem drehte sie an der Seite von Tanja Wenzel und Zora Holt die zweite Staffel mit insgesamt vier Episoden der RTL-Actionserie Wilde Engel, die im Frühjahr 2005 ausgestrahlt wurde. Auch war sie mit einem Gastauftritt im Videoclip des Songs Obsession der Boyband 3rd Wish zu sehen und übernahm Moderationen für die MTV-Show TRL. Ende des Jahres 2004 trennte sich Petruo aufgrund künstlerischer Differenzen von ihrer Plattenfirma Cheyenne Records, was zur Folge hatte, dass ihre geplante zweite Single Pop That Melody, eine Zusammenarbeit mit Mousse T., für die bereits ein Video gedreht wurde, und ihr geplantes Studioalbum nicht mehr veröffentlicht wurden.
Anschließend zog sich Petruo für einige Monate zurück, um an neuen Songs zu arbeiten. Diese präsentierte sie, fortan als Vanessa Petruo, im Rahmen ihrer ersten Tour im September und Oktober 2005 durch acht Clubs in verschiedenen Städten Deutschlands. Im Anschluss an die Clubtour erschien im Oktober 2005 mit Hot Blooded Woman Petruos zweite Single über die Plattenfirma Polydor/Universal. Der Song wurde von Petruo, Jonas Jeberg und Niclas Lundin bereits für das 2004 geplante Album von Petruo geschrieben, nun jedoch mit neuem Text und nicht mehr als Pop-, sondern als Soulsong veröffentlicht. Die Single erreichte Platz 59 in den deutschen Charts und blieb dort für drei Wochen. Am 25. November 2005 folgte Petruos erstes Soloalbum Mama Lilla Would, auf dem alle Lieder, bis auf ein Cover des Klassikers Miss Celie’s Blues, selbstkomponiert sind. Das Album ist dem Genre Indie-Pop mit Elementen der Genres Soul, Funk und Rock zuzuordnen. Es verfehlte den Einstieg in die Top 100 der deutschen Albumcharts. Ende des Jahres 2005 wurde der Song Break My Wings als Radiosingle veröffentlicht.
Im Jahre 2006 steuerte Petruo eine Coverversion des Songs End of the Road von Boyz II Men für die Kompilation Come Together – A Tribute to Bravo der Jugendzeitschrift Bravo bei. Im selben Jahr übernahm sie eine Nebenrolle in der Komödie Wo ist Fred?. Im Dezember 2006 spielte Petruo als Gastkünstlerin einige Konzerte an der Seite der Band Soulounge, u. a. in Hamburg, Köln und Minden. Zudem stellte Petruo seit Ende des gleichen Jahres kontinuierlich neue als auch Lieder, die für das im Jahr 2004 geplante Studioalbum gedacht waren, auf ihrer MySpace-Seite zur Verfügung. Auch ein weiteres Soloalbum wurde dort mehrfach angekündigt, aber wieder verschoben.
Im Jahr 2007 sollte der Song Beggin’ – im Original von Frankie Valli – als Single veröffentlicht werden. Jedoch veröffentlichte die Band Madcon eine eigene Coverversion zur gleichen Zeit, woraufhin Petruo die Veröffentlichung ihrer Version zurückzog. Der Song wurde stattdessen kostenlos als Download angeboten. Im Jahr 2008 war sie das Gesicht der Kollektion Fashion & Music der Modemarke Marco Tozzi. Hierfür drehte Petruo einen Werbefilm, in dem ihr Song Goodbye zu hören war. Der Song enthält Samples aus dem Song The Night von Frankie Valli & The Four Seasons.
Im Jahr 2009 erschien der Song We Will Grow auf dem Soundtrack zum Kinofilm Vorstadtkrokodile. Petruo war zudem als Sprecherin in Hörspielen zu hören und arbeitete seither intensiver als Songwriterin für andere Bands und Künstler, z. B. für Fler und Big Soul. Nachdem Petruo Ende des Jahres 2009 auf ihrer Homepage ein neues Album für 2010 angekündigt hatte, teilte sie im April 2010 mit, dass kein weiteres Album mehr veröffentlicht werde. Demoaufnahmen von Songs des angekündigten Albums erschienen auf verschiedenen Internetportalen. Im selben Jahr 2010 spielte Petruo eine Rolle im Film Leppel & Langsam – Gib den Löffel ab, aber richtig von ProSieben. Im Juni 2011 wurde Petruos Song Ich muss mich bewegen auf YouTube veröffentlicht.
Im Jahr 2014 gab Petruo bekannt, nicht mehr in der Öffentlichkeit auftreten zu wollen.

## Akademische Laufbahn
Petruo schloss ein Fernstudium der Psychologie mit einem Bachelor of Science (B.Sc.) an der FernUniversität in Hagen ab und arbeitete in Teilzeit als Studentische Hilfskraft am Max-Planck-Institut für Bildungsforschung in Berlin. Hiernach absolvierte sie ein Masterstudium der Psychologie mit dem Schwerpunkt kognitiv-affektive Neurowissenschaften an der Technischen Universität Dresden und beendete das Studium mit dem Master of Science (M.Sc.).
Anschließend arbeitete Petruo von Oktober 2015 bis Dezember 2018 als wissenschaftliche Mitarbeiterin und Doktorandin am Universitätsklinikum Dresden im „Action Lab“ des Forschungsbereichs Kognitive Neurophysiologie der Kinder- und Jugendpsychiatrie. Im Dezember 2018 beendete Petruo ihre Promotion mit dem Doctor rerum naturalium (Dr. rer. nat.) magna cum laude. In ihrer Dissertation untersuchte Petruo kognitive Flexibilitätsprozesse und deren neurophysiologische Grundlagen bei gesunden und psychisch erkrankten Jugendlichen.
2020 ging sie als Postdoc an die University of Southern California in Los Angeles (USA), um im „Brain & Music Lab“ des USC Brain & Creativity Institute EEG- und fMRT-Experimente durchzuführen, mit denen Auswirkungen musikalischen Trainings auf die Leistung in exekutiven Funktionen und die Neuroplastizität des Gehirns untersucht werden. Inzwischen ist sie dort nicht mehr tätig.

## Ehrenamtliches Engagement
Im Jahr 2004 war Petruo in einer Kampagne unter dem Titel Das ist der Rest von ihrem Pelz der Tierschutzorganisation PETA zu sehen. Ebenfalls unterstützt Petruo den Verein Freunde fürs Leben e. V., der über seelische Gesundheit, Depressionen und Suizid sowie Betroffene über entsprechende Hilfsangebote aufklärt und ihnen Austauschmöglichkeiten bietet.

## Diskografie
Studioalben
| Jahr | Titel Musiklabel                      | Anmerkungen                             |
| ---- | ------------------------------------- | --------------------------------------- |
| 2005 | Mama Lilla Would Island Records (UMG) | Erstveröffentlichung: 25. November 2005 |

## Tourneen
- 2005: Mama Lilla Would Tour

## Filmografie
Synchronisation
- 1989: Friedhof der Kuscheltiere (Deutsche Synchronstimme des kleinen Mädchens Ellie Creed, gespielt von Schauspielerin Blaze Berdahl)
- 1989–1993: Ultraman – Mein geheimes Ich (Deutsche Synchronstimme von Marsha Moreau)
- 2001: Der kleine Eisbär (Deutsche Synchronstimme als Manili)
- 2001: Dr. Dolittle 2 (Deutsche Synchronstimme als Bärendame Ava)
- 2002: Lilo & Stitch (Deutsche Synchronstimme als Nani)
- 2004: Back to Gaya (Deutsche Synchronstimme als Alanta)

Fernsehen und Kino
- 1997: Gute Zeiten, schlechte Zeiten (Gastauftritt)
- 2000: Hinter Gittern – Der Frauenknast (als Kellnerin in Folge 127)
- 2005: Wilde Engel (Fernsehserie, 4 Folgen)
- 2006: Wo ist Fred?
- 2010: Leppel & Langsam – Gib den Löffel ab, aber richtig (Funny Movie, ProSieben)

Fernsehauftritte
- 2015: Meine zweite Chance (Reportage über Petruos beruflichen Lebensweg nach den No Angels)[19]